# Книттельфельд
Книттельфельд (нем. Knittelfeld) — город в Австрии, в федеральной земле Штирия.
Административный центр округа Книттельфельд. Население составляет 12 094 человека (на 31 декабря 2005 года). Занимает площадь 4.53 км². Официальный код — 60 907.

## Политическая ситуация
Бургомистр коммуны — Зигфрид Шафарик (СДПА) по результатам выборов 2005 года.
Совет представителей коммуны (нем. Gemeinderat) состоит из 31 места.
- СДПА занимает 21 место.
- АНП занимает 5 мест.
- КПА занимает 3 места.
- АБА занимает 1 место.
- Зелёные занимают 1 место.

## Известные уроженцы и жители
- Вальдмюллер, Лиззи (1904—1945) — немецкая актриса.
- Страницкий, Йозеф Антон (1676-1726)- австрийский актёр, придумавший образ балаганного шута Гансвурста.Драматург.Театральный режиссёр.